# Clay County, Minnesota
Clay County är ett administrativt område i delstaten Minnesota i USA, med 58 999 invånare. Den administrativa huvudorten (county seat) är Moorhead. 

## Politik
Clay County är ett så kallat swing distrikt och det brukar vara jämnt mellan republikanerna och demokraterna i valen. I presidentvalet 2016 vann republikanernas kandidat med siffrorna 46,1 procent mot 44,1 för demokraternas kandidat. Dessförinnan hade demokraterna vunnit området i två raka presidentval.

## Geografi
Enligt United States Census Bureau så har countyt en total area på 2 727 km². 2 706 km² av den arean är land och 19 km² är vatten.  

### Angränsande countyn
- Norman County - nord
- Becker County - öst
- Otter Tail County - sydost
- Wilkin County - syd
- Richland County, North Dakota - sydväst
- Cass County, North Dakota - väst